# Calliste à ventre bleu
Tangara cyanoventris
Pour les articles homonymes, voir Calliste à ventre bleu (homonymie).
Espèce
Statut de conservation UICN

 LC  : Préoccupation mineure
Le Calliste à ventre bleu (Tangara cyanoventris) est une espèce d'oiseaux de la famille des Thraupidae. D'après Alan P. Peterson, c'est une espèce monotypique.

## Habitat et répartition
Cet oiseau vit dans la forêt atlantique : forêts tropicales et subtropicales humides de basses et hautes altitudes, ainsi que des zones d'anciennes forêts lourdement dégradées.